# Phacelia nana
Phacelia nana är en strävbladig växtart som beskrevs av Hugh Algernon Weddell. Phacelia nana ingår i Faceliasläktet som ingår i familjen strävbladiga växter. Inga underarter finns listade i Catalogue of Life.